# Windows Essential Business Server
Windows Essential Business Server（原代号为Centro）是微软为中型企业设计的服务器解决方案（最多支持300个用户或设备）。
它于2008年9月16日被发布给制造商，并将于2008年11月12日正式发布。

## 概述
Windows Essential Business Server基于Windows Server 2008，它有两个版本：标准版和高级版。据微软称，标准版包括三个安装了Microsoft Exchange Server 2007、Microsoft System Center Essentials、Microsoft Forefront Security for Exchange Server和Forefront Threat Management Gateway的标准版Windows Server 2008。高级版在标准版的基础上增加了一个标准版Windows Server 2008和一个标准版Microsoft SQL Server 2008。
据微软称，Windows Essential Business Server有一个管理控制台。这个管理控制台能监控客户机和服务器。第三方软件同样能在这个控制台内呈现一个面向该软件自身的管理界面。Computer Associates和Symantec将会将这个管理控制台分别用于它们的CA ARCserve Backup、Symantec Backup Exec和Symantec Endpoint Protection。Windows Essential Business Server还包括Remote Web Workplace——一个使得IT技术支持人员能轻而易举地建立起安全性增强的远程访问的功能。